# Michael Karas
Michael Karas (* 1952 in Wesel) ist ein deutscher Wissenschaftler im Bereich der Physikalischen Chemie und ordentlicher Professor, der durch seine Forschungen an Matrix unterstützter Laser-Desorption/Ionisierung bekannt wurde.

## Leben
Michael Karas studierte Chemie an der Universität Bonn, wo er 1982 im Bereich der Physikalischen Chemie promoviert wurde. Von 1983 bis 1986 war er in der Arbeitsgruppe von Prof. Franz Hillenkamp am Institut für Biophysik an der Universität Frankfurt tätig. 1987 folgte er Hillenkamp nach Münster und die beiden übernahmen Stellen an der Medizinischen Fakultät der Universität Münster.
Schon 1984 in Frankfurt hatte Karas mit der Entwicklung der MALDI-Technik begonnen. 1992 schloss er  seine Habilitation in der Physikalischen Chemie ab. 1995 folgte er einem Ruf nach Frankfurt und kehrte an die Johann Wolfgang Goethe-Universität zurück. Hier erhielt er eine Anstellung als Professor für Instrumentelle Analytische Chemie. 2001 wechselte er zum Institut für Pharmazeutische Chemie. Noch heute ist er mit der Weiterentwicklung der von ihm begründeten Technik beschäftigt.

## Ehrungen
- 2003: Karl Heinz Beckurts-Preis
- 2003: Fresenius-Preis
- 2006: Torbern Bergman-Medaille der Schwedischen Chemischen Gesellschaft.[3]
- 2024: Ehrenmitglied der Deutschen Gesellschaft für Massenspektrometrie